# Jerzy IV Hanowerski
Jerzy IV, właśc. Jerzy August Fryderyk (ang. George Augustus Frederick, ur. 12 sierpnia 1762 w Londynie, zm. 26 czerwca 1830 w Windsorze) – regent od 5 lutego 1811 do 29 stycznia 1820, potem król Wielkiej Brytanii i Hanoweru od 29 stycznia 1820, najstarszy syn króla Jerzego III i Charlotty Mecklenburg-Strelitz.
Za panowania Jerzego IV wydano akt o równouprawnieniu katolików i zniesiono ich dyskryminację w Anglii.

## Książę Walii
W chwili narodzin w londyńskim St. James’s Palace automatycznie otrzymał tytuły księcia Kornwalii i księcia Rothesay. Kilka dni później został mianowany księciem Walii i hrabią Chester. 18 września 1762 r. został ochrzczony przez arcybiskupa Canterbury Thomasa Seckera. Jego rodzicami chrzestnymi byli Adolf Fryderyk IV, książę meklemburski na Strelitz, Wilhelm August Hanowerski, książę Cumberland, i Adelajda Sachsen-Gotha, księżna-wdowa Walii. Jerzy był zdolnym uczniem, biegle władał francuskim, niemieckim, włoskim i, oczywiście, angielskim.
W 1783 r. książę Walii skończył 21 lat. Otrzymał wówczas od Parlamentu pensję w wysokości 60 000 funtów. Dodatkowo otrzymywał „kieszonkowe” od ojca w wysokości 50 000 funtów. Książę zamieszkał w Carlton House, gdzie prowadził rozrywkowy tryb życia. Zaczęły narastać animozje między księciem a jego ojcem, któremu nie podobał się tryb życia pierworodnego. Król był ponadto konserwatystą i patrzył nieprzychylnym okiem na wigowskie sympatie syna i jego przyjaźń z liderem radykalnego skrzydła wigów, Charlesem Jamesem Foxem.

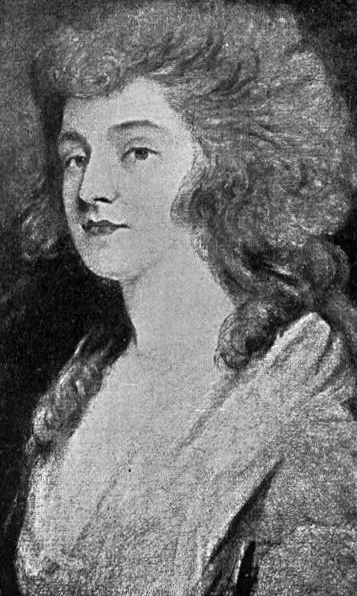
Maria Anna Fitzherbert

Wkrótce po 21 urodzinach zakochał się w Marii Annie Fitzherbert, katoliczce i wdowie po dwóch mężach (pierwszy z nich, Edward Weld, zmarł w 1775 r., drugi, Thomas Fitzherbert, zmarł w 1781 roku). Małżeństwo między Jerzym i Marią było zabronione na podstawie Act of Settlement z 1701 r., który zabraniał dziedziczenia korony tym, którzy poślubili katolików. Dodatkowo Akt o królewskich małżeństwach z 1772 r. wymagał zgody króla na małżeństwo następcy tronu. Zgoda króla na to małżeństwo nie wchodziła jednak w grę. Mimo to para pobrała się 15 grudnia 1785 r. w rezydencji pani Fitzherbert, przy Park Lane w Mayfair. Król nigdy nie uznał tego małżeństwa. Mimo to pani Fitzherbert uważała, że jej małżeństwo jest ważne, gdyż prawo kanoniczne stoi ponad prawem państwowym. Ze względów politycznych związek ten pozostał tajemnicą, a pani Fitzherbert obiecała nie afiszować się z nim.

## Kryzys regencyjny 1788 roku
Jerzy III cierpiał na dziedziczną chorobę – porfirię. Pierwsze ataki choroby nastąpiły już w 1765 r. Ten z lata 1788 r. był jednak znacznie silniejszy i uniemożliwił królowi wykonywanie swoich obowiązków. Musiano przełożyć rozpoczęcie sesji Parlamentu z 25 września na 20 listopada, ale i do tego czasu król nie wyzdrowiał. A bez mowy tronowej króla Parlament nie mógł rozpocząć swoich obrad.
Chociaż teoretycznie nie był zobowiązany do tego, Parlament rozpoczął debatę na temat regencji. Fox twierdził na forum Izby Gmin, że książę Walii, który miał być regentem, powinien otrzymać pełnię królewskiej władzy. Przeciwne stanowisko zajmował premier William Pitt Młodszy. Zgadzał się on co do osoby regenta, ale wolał, aby był on poddany kontroli Parlamentu. Stwierdził nawet, że książę Walii nie ma większych praw do regencji, niż ktokolwiek inny w tym kraju.
Książę, chociaż dotkliwie odczuł uwagi Pitta, nie dał pełnego poparcia tezom Foxa. Młodszy brat księcia, Fryderyk August Hanowerski, książę Yorku, powiedział, że jego brat nie przyjmie żadnej władzy bez zgody Parlamentu. Mając to zapewnienie Pitt rozpoczął prace nad Aktem o regencji. Według niego uprawnienia księcia Walii jako regenta miały być mocno ograniczone (nie będzie on mógł np. sprzedawać królewskich dóbr lub nadawać parowskich tytułów osobom niebędącym dziećmi króla). Jerzy odrzucił projekt Pitta twierdząc, że jest on produktem słabości, nierządu i zagrożenia każdej gałęzi władzy przez korupcję. Kierując się jednak interesami państwa obie strony doszły do porozumienia.

## Małżeństwo

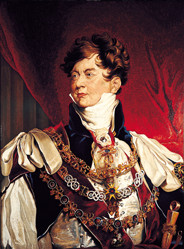
Portret Jerzego IV pędzla Thomasa Lawrence’a

Mimo zasiłków od Parlamentu książę dalej był po uszy w długach. Król zapowiedział, że nie będzie pomagał synowi, dopóki ten nie poślubi swojej kuzynki, Karoliny (17 maja 1768 – 7 sierpnia 1821), córki Karola Wilhelma Ferdynanda, księcia brunszwickiego na Wolfenbüttel, i Augusty Charlotty, córki Fryderyka Ludwika, księcia Walii, siostry Jerzego III. W 1795 r. książę Jerzy wyraził w końcu zgodę na to małżeństwo. Do Brunszwiku pojechał James Harris, który reprezentował księcia per procura na ślubie. Pierwsze spotkanie przyszłych małżonków nie było szczęśliwe. Jerzy był przerażony perspektywą poślubienia brzydkiej kobiety, która na dodatek, jego zdaniem, nie przywiązywała wielkiej wagi do higieny osobistej. Harris wspominał, że kiedy książę zobaczył swoją przyszłą żonę, odwrócił się i odszedł do odległej części apartamentu. Zawołał mnie do siebie i powiedział: „Harris nie jest mi dobrze, proszę o szklankę brandy”.

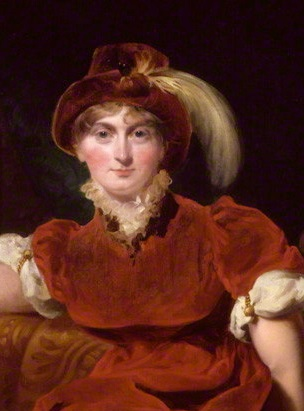
Królowa Karolina Brunszwicka

Ślub odbył się 8 kwietnia 1795 r. w Kaplicy Królewskiej w St. James’s Palace. Noc poślubną Jerzy spędził pijąc na podłodze, a do sypialni trafił dzięki kamerdynerowi. Kilka tygodni później małżeństwo to de facto się rozpadło. Księżnej udało się jednak zajść w ciążę. Urodziła córkę, Charlottę Augustę (7 stycznia 1796 – 6 listopada 1817), która później poślubiła przyszłego króla Belgii Leopolda I. Zapewniwszy Wielkiej Brytanii dziedziczkę tronu Jerzy napisał do żony: Nasze upodobania nie są w naszej władzy ani nie powinny nas trzymać razem, bo natura nie zrobiła nas odpowiednimi jeden do drugiego. Ciche i dobre społeczeństwo jest jednakże w naszej władzy, co pozwoliło ograniczyć nasze kontakty do tego.

## Regencja

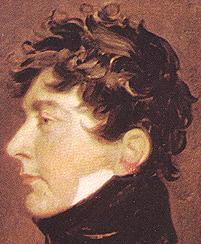
Jerzy jako książę-regent

Pod koniec 1810 r. król Jerzy III ponownie podupadł na zdrowiu po śmierci swojej ukochanej najmłodszej córki Amelii. Zgodnie z precedensem z 1788 r. Parlament powołał bez zgody króla Lordów Komisarzy. Ci przy użyciu Wielkiej Pieczęci przypieczętowali ustawę znaną jako Akt o regencji 1811 r. Książę Jerzy został regentem królestwa (od tej pory występował jako książę-regent). Przejął on większość uprawnień monarchy, część pozostała w gestii Parlamentu.
Kiedy książę Walii został regentem, jednym z najpoważniejszych politycznych konfliktów była sprawa emancypacji katolików. Torysi, na czele z premierem Spencerem Percevalem, sprzeciwiali się emancypacji, podczas gdy wigowie zaliczali się do jej zwolenników. Na początku regencji Jerzy wspierał lidera wigów, lorda Grenville’a. Nie doprowadził jednak do natychmiastowego przejęcia władzy przez wigów. Przekonywany przez matkę, uznał, że natychmiastowa dymisja gabinetu torysów przyczyni się do pogorszenia stanu zdrowia króla Jerzego, eliminując jego szanse na wyzdrowienie. W 1812 r. stan zdrowia króla pogorszył się jeszcze bardziej i stało się jasne, że już nie wyzdrowieje. Książę jednak ponownie nie utworzył wigowskiego rządu. Poprosił natomiast wigów o wejście do rządu Percevala, ci jednak odmówili. Sprzeczność stanowisk wobec katolików dała o sobie znać. Perceval pozostał na czele torysowskiego rządu, jednak nie na długo. 
Kiedy 11 maja 1812 r. John Bellingham zamordował Percevala, książę-regent pozostawił dotychczasowych ministrów na stanowiskach. Izba Gmin wyraziła swoją wolę mocnej i skutecznej administracji. Na kandydatów na nowego premiera regent zaproponował markiza Wellesley, a później hrabiego Moira. Obie nominacje zostały odrzucone przez zainteresowanych. Ostatecznie premierem został Robert Jenkinson, 2. hrabia Liverpool.
Torysi, w przeciwieństwie do wigów, takich jak Charles Grey, 2. hrabia Grey, opowiadali się za kontynuowaniem wojny z napoleońską Francją. Ostatecznie w 1814 r. cesarz Francuzów Napoleon Bonaparte został pokonany i zesłany na Elbę. Na kongresie wiedeńskim postanowiono o podniesieniu elektoratu Hanoweru do rangi królestwa. Napoleon powrócił jeszcze na słynne 100 dni w 1815 r., ale książę Wellington pokonał go 18 czerwca 1815 r. pod Waterloo. W latach 1812–1814 trwała wojna ze Stanami Zjednoczonymi, która zakończyła się kompromisowym pokojem.
Podczas okresu Regencji Jerzy brał aktywny udział w sprawach kultury i życia towarzyskiego. Działał w różnych stowarzyszeniach. Przyjaźnił się z Beau Brummellem, który mimo niskiego pochodzenia zrobił karierę w arystokratycznych salonach dzięki wyjątkowemu wyczuciu stylów w modzie. Architekt John Nash stworzył kierunek w architekturze nazywany „stylem regencji”. W Londynie Nash ozdobił w nowym stylu Regent’s Park i Regent’s Street. Jerzemu przypadła do gustu idea wypoczynku nad morzem. Dla tego celu kazał wybudować Brighton Pavilion, który miał wywoływać skojarzenia z indyjskim Tadż Mahal.

## Panowanie

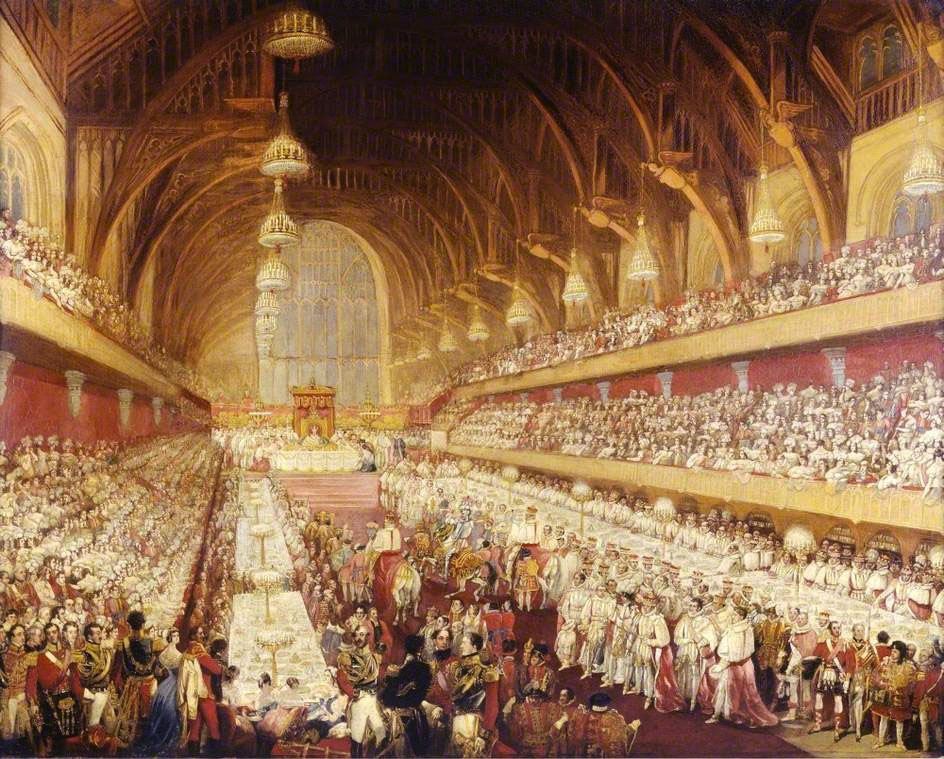
Bankiet wydany przez Jerzego IV z okazji koronacji w Westminster Hall 19 lipca 1821 r.

Kiedy 29 stycznia 1820 r. zmarł Jerzy III, książę-regent wstąpił na tron jako Jerzy IV, ale jego władza nie uległa wzmocnieniu.
Jerzy IV odmówił uznania Karoliny królową i nakazał swoim ambasadorom, aby przekonali do tego europejskie dwory. Imię Karoliny miało zostać usunięte z liturgii Kościoła Anglii. Król chciał uzyskać rozwód w Parlamencie. Jednak ustawa o karach z 1820 r. nie zyskała przychylności opinii publicznej i została wycofana z prac Parlamentu. Karolina pozostała więc żoną Jerzego, jednak kiedy 19 lipca 1821 r. pojawiła się w Opactwie Westminsterskim na koronacji męża, zamknięto jej drzwi przed nosem. Karolina zmarła 7 sierpnia 1821 r. Traf chciał, że niedługo wcześniej zmarł na wygnaniu na Świętej Helenie Napoleon Bonaparte. Jerzego powiadomiono o tym w słowach Wasza Wysokość, umarł Twój największy wróg. Jerzy miał wówczas odpowiedzieć: Ale czy umarła ona śmiercią naturalną?

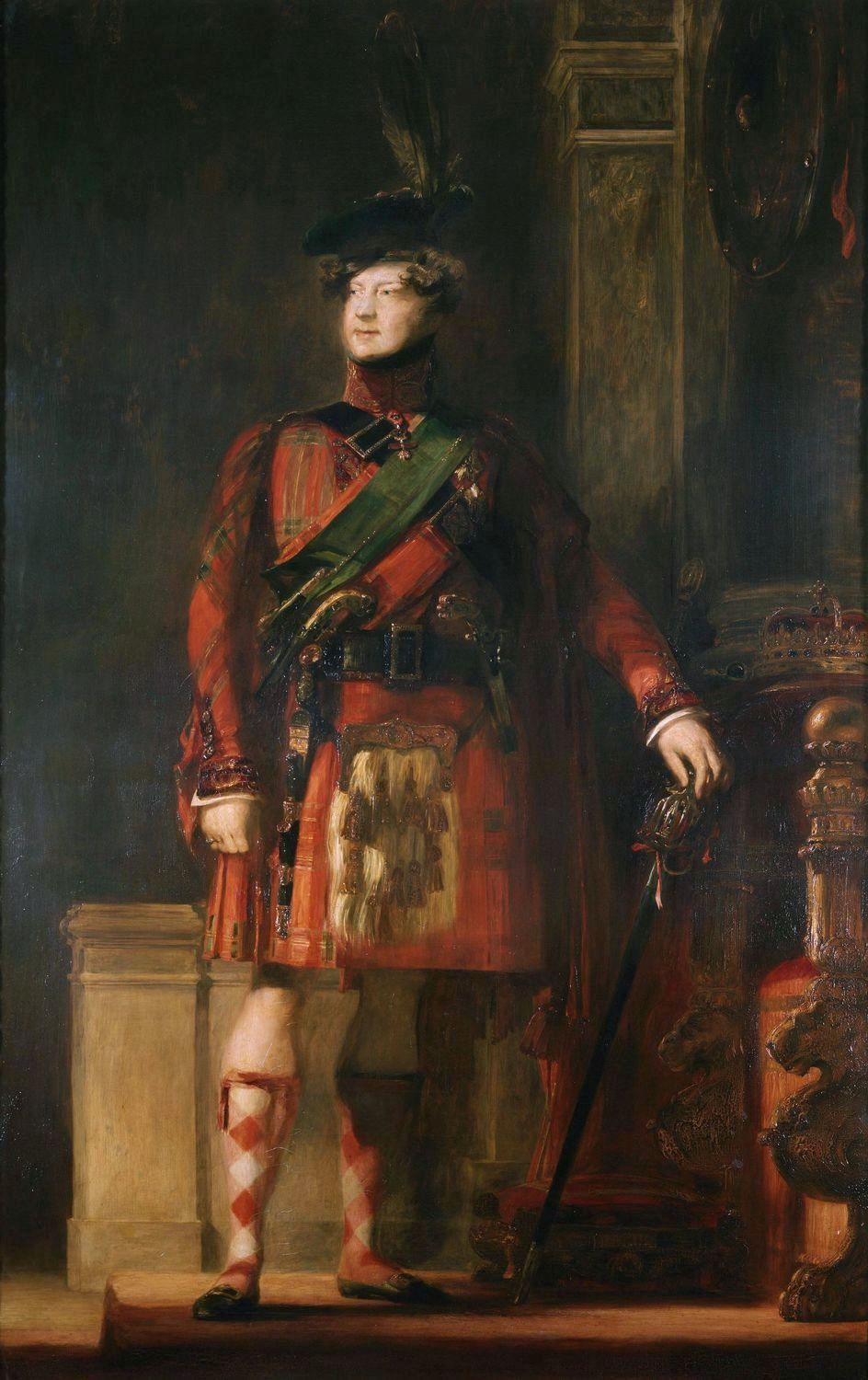
Król Jerzy podczas wizyty w Szkocji w 1822 r.

Koronacja Jerzego była wspaniałym i drogim widowiskiem. Kosztowała ok. 243 000 funtów. W 1821 r. Jerzy IV odwiedził Irlandię. Rok później był w Edynburgu, odwiedzając Szkocję jako pierwszy hanowerski monarcha. Przebywał tam „21 zwariowanych dni”. Wizytę organizował sir Walter Scott.
Jerzy IV spędził większość swoich rządów w zamku Windsor. Starał się jednak wywierać pewien wpływ na życie polityczne kraju. Głównie chodziło o sprawę emancypacji katolików. Początkowo król ją popierał, w 1797 r. zaproponował ustawę o katolickiej emancypacji w Irlandii. Jednak w 1813 r. sprzeciwił się projektowi ustawy o wsparciu dla katolicyzmu. W 1824 r. skrytykował publicznie pomysł emancypacji. Składając podczas koronacji przysięgę o ochronie wiary protestanckiej nie mógł teraz, jak argumentował, wspierać katolicyzmu. Wpływ Korony na rządy był jeszcze silny, i wsparty nieugiętą postawą torysów i lorda Liverpoola sprawił, że sprawa katolicka wydawała się beznadziejną. W 1827 r. lord Liverpool ustąpił z urzędu. Jego miejsce zajął George Canning, torys, ale popierający emancypację. Wciąż jednak napotykał na opór króla, który publicznie ogłosił, że robi to przez szacunek dla swojego pobożnego ojca.
Poglądy Canninga na sprawę katolicką nie zostały dobrze przyjęte przez bardziej konserwatywnych torysów, takich jak książę Wellington. W rezultacie Canning musiał dopuścić do swojego gabinetu wigów. Premier zmarł w 1828 r. i został zastąpiony przez Fredericka Robinsona, 1. wicehrabiego Goderich. Koalicja wigowsko-torysowska nie przetrwała roku. Jeszcze w 1828 r. Goderich podał się do dymisji i stanowisko premiera objął książę Wellington. Sprawa równouprawnienia katolików wydawała się stracona. Jednak w 1829 r. książę Wellington doprowadził do zgody króla na podpisanie ustawy o wsparciu katolików. Teraz do akcji wszedł młodszy brat króla, fanatycznie antykatolicki książę Cumberland. Pod jego wpływem król wycofał się z podpisania ustawy. 4 marca gabinet Wellingtona podał się do dymisji. Następnego dnia, pod wpływem presji środowisk politycznych, król zdecydował się jednak podpisać ustawę. Ministrowie pozostali na stanowiskach, a król podpisał Akt o równouprawnieniu katolików 13 kwietnia 1829 r.
Zamiłowanie do alkoholu i rozrywkowego trybu życia sprawiło, że król mocno przybrał na wadze. Narażało go to na wyśmianie podczas publicznych wystąpień. Cierpiał również na podagrę, miażdżycę, zaćmę i prawdopodobnie porfirię. Całe dnie spędzał w łóżku cierpiąc na spazmy i mając problemy z oddychaniem. Cierpiał na chorobę serca, którą leczył ogromnymi ilościami whisky i ponczu. Efektem tego była purpurowa twarz i puchlina wodna, która sprawiała, że stał się podobny do „puchowej kołdry”. Wiosną 1830 r. przeszedł kilka ataków serca. 23 maja został zmuszony do położenia się do łóżka.
Wieczorem 25 czerwca król usnął bez niepokojących objawów. Obudził się nagle o 3.00 nad ranem i zawołał służbę. Natychmiast przybiegł sir Walter Waller. Król poprosił, żeby poprawić mu poduszki. Nagle krzyknął: Dobry Boże, Watty, co to jest!?, po czym sam sobie odpowiedział: Mój chłopcze, to jest śmierć. To były jego ostatnie słowa. Zmarł o godzinie 3.30. Został pochowany w zamkowej kaplicy św. Jerzego 15 lipca 1830 r.
Jerzy wielokrotnie wyrażał życzenie, aby pochowano go w ubraniu, które będzie nosił w chwili śmierci. Książę Wellington kazał spełnić ostatnią wolę władcy, ale przed pogrzebem postanowił sprawdzić, co było przyczyną tego dziwnego życzenia. Oglądając zwłoki odkrył na szyi króla czarną, brudną wstążkę z przyczepioną ozdobioną diamentami miniaturą. Była to podobizna Marii Fitzherbert.
Jego jedyna córka zmarła w 1817 r. wskutek komplikacji poporodowych. W 1827 r. zmarł młodszy brat króla, książę Yorku. Tron przypadł więc trzeciemu synowi Jerzego III, księciu Clarence jako Wilhelmowi IV.

## Dziedzictwo
Z okazji śmierci Jerzego The Times napisał:
Nigdy nie było bardziej pożałowania godnego stworzenia, niż zmarły król. Jakie oko uroniło nad nim łzę? Czy ktoś pogrążył się w smutku na wieść o jego śmierci? Jeśli miał jakiegoś przyjaciela – oddanego przyjaciela na jakimkolwiek etapie życia – publicznie ogłaszamy, że jego lub jej imię nigdy do nas nie dotarło.
Istnieje wiele pomników króla Jerzego, większość z nich została odsłonięta podczas jego panowania. Stoją m.in. na Trafalgar Square (pomnik konny dłuta sir Francisa Chantreya) oraz przed Pawilonem Królewskim w Brighton.
W Edynburgu most Jerzego IV łączy Stare Miasto z Cowgate. Zbudował go Thomas Hamilton w 1829 r. i wykończył w 1835 r. Londyńska dzielnica King’s Cross otrzymała swoją nazwę od pomnika króla Jerzego, który stał tam przez krótki czas w latach 30./40. XIX w.
Okres regencji przyniósł zmiany w modzie, co było pewną zasługą króla Jerzego. Kiedy jego polityczni przeciwnicy wprowadzili podatek od peruk, król przestał je nosić, pokazując się publicznie z naturalnymi włosami. Nosił ubrania w ciemnych kolorach, po części, żeby ukryć nadwagę. Nosił spodnie poniżej kolan, gdyż takie były luźniejsze, a także wysoki kołnierz, który zakrywał jego podwójny podbródek. Jego wizyta w Szkocji w 1822 r. przyczyniła się do ukształtowania obecnego wzoru szkockiego tartanu.

### Jerzy IV w kulturze
- Jerzy – z okresu, gdy był księciem regentem – jest jednym z głównych bohaterów trzeciej serii serialu komediowego BBC Czarna żmija rozważny i romantyczny. Został okrutnie sparodiowany przez przedstawienie go jako niemożliwego do opisania głupca i błazna. Niemal wszyscy okazują mu pogardę, ale on sam nie jest w stanie tego dostrzec. W postać księcia wcielił się Hugh Laurie.

- Jako książę Walii postać Jerzego IV pojawia się również w sztuce Szaleństwo Jerzego III Alana Bennetta i jej ekranizacji z 1994 r. Szaleństwo króla Jerzego w reżyserii Nicholasa Hytnera. Akcja filmu rozgrywa się podczas kryzysu regencyjnego 1788 r. W postać Jerzego wcielił się Rupert Everett. Jerzego zagrał również Peter Ustinov w filmie Curtisa Bernhardta z 1954 r. pt. Beau Brummell. Postać Jerzego pojawia się również w filmie Księżniczka Caraboo z 1994 r. w reżyserii Michaela Austina. Wcielił się w nią John Sessions.

- Jerzy jest również bohaterem powieści Bernarda Cornwella Sharpe’s Regiment, której akcja rozgrywa się okresie Regencji. Sportretowany jest tam jako gruby, ekstrawagancki i prawdopodobnie cierpiący na tę samą chorobę, co jego ojciec. Jest entuzjastą Richarda Sharpe’a i twierdzi, że był obecny podczas bitwy pod Talaverą, gdzie pomógł Sharpe’owi zdobyć francuski sztandar. W przypisach do swojej powieści Cornwell napisał, że opierał się na autentycznym zajściu, jakie miało miejsce podczas obiadu, na którym obecny był książę Wellington, podczas którego Jerzy twierdził, że prowadził szarżę pod Waterloo. W telewizyjnej adaptacji noweli Jerzego zagrał Julian Fellowes.

- Powieść Karola Dickensa Klub Pickwicka dzieje się u schyłku panowania Jerzego IV.

- W opowiadaniu Arthura Conana Doyle’a Psy się nie mylą („Shoscombe Old Place”) w tomie Księga przypadków Sherlocka Holmesa jeden z bohaterów, Robert Norberton, z powodu swego hulaszczego sposobu życia określony został przez doktora Watsona jako „pasujący bardziej do epoki Regenta” niż do czasów sobie współczesnych.
- Został przedstawiony w serialu „Tabu” z 2017 roku, gdzie zagrał go Mark Gatiss.
- W serialu dla dzieci CBBC  Horrible Histories jego rolę zagrał Jim Howick. Postać Jerzego śpiewa piosenkę Born 2 Rule razem z Jerzym I, Jerzym II i Jerzym III. Pojawia się również w piosence o władcach Anglii i Wielkiej Brytanii. W serialu podkreślono fakt jego otyłości.

## Odznaczenia

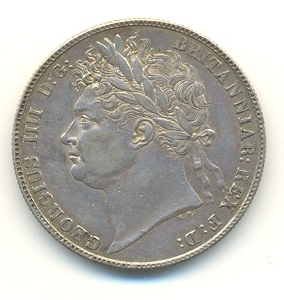
Pół korony Jerzego IV z 1821 r.

### Odznaczenia brytyjskie (do 29 stycznia 1820)
- Order Podwiązki, od 26 grudnia 1765
- Order Ostu, od 5 listopada 1811 (nieformalnie)
- Order Św. Patryka od 5 listopada 1811 (nieformalnie)
- Krzyż Wielki Orderu Łaźni, od 2 stycznia 1815 (nieformalnie)
- Krzyż Wielki Orderu Gwelfów, od 12 sierpnia 1815 (nieformalnie)
- Krzyż Wielki Orderu św. Michała i św. Jerzego, od 27 kwietnia 1818 (nieformalnie)

### Wielki mistrz orderów (od 29 stycznia 1820)
- Wielki Mistrz Najszlachetniejszego Orderu Podwiązki
- Wielki Mistrz Najstarszego i Najszlachetniejszego Orderu Ostu
- Wielki Mistrz Najbardziej Znamienitego Orderu św. Patryka
- Wielki Mistrz Najbardziej Honorowego Orderu Łaźni
- Wielki Mistrz Królewskiego Orderu Gwelfów
- Wielki Mistrz Wielce Znakomitego Orderu św. Michała i św. Jerzego

### Odznaczenia zagraniczne
- Order Świętego Andrzeja Apostoła (Imperium Rosyjskie, 25 listopada 1813)
- Order Świętego Aleksandra Newskiego (Imperium Rosyjskie)
- Order Ducha Świętego (Królestwo Francji, 20 kwietnia 1814)
- Order Świętego Michała (Królestwo Francji, 20 kwietnia 1814)
- Order Złotego Runa (Cesarstwo Austrii, 1814)
- Order Orła Czarnego (Królestwo Prus, 9 czerwca 1814)
- Order Orła Czerwonego (Królestwo Prus, 9 czerwca 1814)
- Order Złotego Runa (Królestwo Hiszpanii, lipiec 1814)
- Order Słonia (Królestwo Danii, 15 lipca 1815)
- Order Świętego Ferdynanda i Zasługi (Królestwo Obojga Sycylii, 1816)
- Order Świętego Januarego (Królestwo Obojga Sycylii, 1816)
- Wstęga Trzech Orderów (Królestwo Portugalii, 1816)
- Krzyż Wielki Wojskowego Orderu Wieży i Miecza (Królestwo Portugalii, 1816)
- Krzyż Wielki Orderu Wojskowego Wilhelma (Królestwo Zjednoczonych Niderlandów, 27 listopada 1818)
- Order Świętego Huberta (Królestwo Bawarii, 27 listopada 1818)
- Krzyż Wielki Orderu Krzyża Południa (Cesarstwo Brazylii, 27 listopada 1818)
- Krzyż Wielki Orderu Piotra I (Cesarstwo Brazylii, 27 listopada 1818)
- Krzyż Wielki Orderu Karola III (Królestwo Hiszpanii, 27 listopada 1818)
- Krzyż Wielki Orderu św. Stefana (Królestwo Węgier)[3]

### Honorowe godności wojskowe
- od 4 marca 1766 r.: pułkownik Honorowej Kompanii Artylerii
- 18 lipca 1796 – 29 stycznia 1820 r.: pułkownik 10 królewskiego regimentu lekkich dragonów Księcia Walii (10th Royal Regiment of Light Dragoons, The Prince of Wales’s Own)
- od 25 lipca 1815 r.: pułkownik Life Guards (1 i 2 regimentu)
- marszałek polny (stopień nadany w 1815 r.)